# سلوم مكرزل
سلّوم مكرزل (1879 - 1952) هو ناشر وصحفي لبناني أسس «المطبعة التجارية السورية الأمريكية» بنيويورك.
ولد سلوم مكرزل في الفريكة في المتن الشمالي في جبل لبنان وهاجر إلى نيويورك، حيث مارس أعمالاً تجارية تركها لاحقا لمساعدة شقيقه نعوم مكرزل في تحرير جريدة الهدى. ابتكر في 1910 طريقة جديدة لتطبيق اللِّيْنُوتَيب على الحروف العربية وأصبحت الهدى أول جريدة عربية تُطبع بتلك التقنية الطباعية المتطورة في ذلك العهد. أصدر جريدة بريد أمريكا لفترة قصيرة (1911) وأصدر المجلة التجارية (1917) لفترة قصيرة أيضا. وأصدر في 1927 مجلة العالم السوري باللغة الإنجليزية كتب فيها أمريكيون عرب وتوجهت إلى الرأي العام الأمريكي بلغته وقد طالبت بحقوق الجالية العربية في الولايات المتحدة. وأوقف مجلته رغم انتشارها عند وفاة نعوم مكرزل في 1932 وأدار جريدة الهدى وطورها حتى أصبحت جريدة متميزة ومؤثرة في الجالية العربية في أمريكا. وعقب وفاته في 1952 أشرفت عليها ابنته ماري لمدة قبل أن تبيعها للناشر البارز فارس أسطفان. من بين الكتب التي نشرتها «المطبعة التجارية السورية الأمريكية» كتاب «حكايات المهجر» لعبد المسيح حداد.